# 육상자위대의 여단 목록
다음은 육상자위대의 여단, 단급 부대의 목록이다. 육상자위대에서 이 두가지 편제 단위는 영어권 로마자 표기로 Brigade로 같으나, 전술제대인 여단과 병과부대로 편제 단위와 구조, 임무가 다르다. 다만, 개발실험단과 시스템통신단은 지휘부 혹은 사령부인 Command로 표기하고 있다.
- 개발실험단(영어: JGSDF Test and  Evaluation Command); 2001년 3월 27일
- 시스템통신단(영어: JGSDF C5 Command); 1960년 1월 4일

## 여단

여단의 식별용 부대장
제5여단
제11여단
제12여단
제13여단
제14여단
제15여단

- 제5여단; 2004년 3월 29일
- 제11여단; 2008년 3월 26일, 여단으로 축소됨
- 제12여단; 2001년 3월 27일, 여단으로 축소됨
- 제13여단; 1999년 3월 19일, 여단으로 축소됨
- 제14여단; 2006년 3월 27일, 제2혼성단을 재편성함.
- 제15여단; 2006년 3월 26일, 제2혼성단을 재편성함.

## 단
- 제1고사단; 1972년 3월 24일 ~ 1976년 8월 20일, 제1고사특과단으로 개명됨.
- 제2고사단; 1973년 8월 1일 ~ 1976년 8월 20일, 제2고사특과단으로 개명됨.
- 제1고사특과단; 1976년 8월 20일
- 제2고사특과단; 1976년 8월 20일
- 제1공정단; 1958년 6월 1일
- 제1교육단; 1959년 8월 13일 ~ 2011년 4월 21일, 동부방면혼성단으로 재편성됨.
- 제2교육단; 1959년 8월 13일 ~ 2008년 3월 25일, 중부방면혼성단으로 재편성됨.
- 제3교육단; 1959년 8월 13일 ~ 2013년 3월 25일, 서부방면혼성단으로 재편성됨.
- 제1시설단, 1961년 8월 17일
- 제2시설단, 1961년 8월 17일
- 제3시설단, 1961년 8월 17일 ~ 2008년 3월 26일, 2017년 3월 27일
- 제4시설단, 1961년 8월 17일
- 제5시설단, 1961년 8월 17일
- 제1전차단; 1974년 8월 1일 ~ 1981년 3월 25일, 폐지됨.
- 제1특과단; 1954년 7월 1일
- 제1헬리콥터단; 1968년 3월 1일
- 제1혼성단; 1973년 10월16 일 ~ 2010년 3월 25일, 제15여단으로 재편성됨.
- 제2혼성단; 1981년 3월 27일 ~ 2006년 3월 26일, 제14여단으로 재편성됨.
- 수륙기동단; 2018년 3월 27일
- 올림픽 지원집단
  - 도쿄 올림픽 지원집단; 1963년 12월 10일 ~ 1964년 11월 19일
  - 삿포로 올림픽 지원집단; 1970년 8월 1일 ~ 1972년 3월 15일
- 후지교도단, 1961년 8월 17일
- 혼성단
  - 북부방면혼성단; 2006년 3월 27일
  - 서부방면혼성단; 2013년 3월 26일
  - 중부방면혼성단; 2008년 3월 26일
  - 동부방면혼성단; 2006년 3월 27일
  - 동북방면혼성단; 2011년 4월 21일

## 같이 보기
- 육상자위대의 활동 중인 부대 목록
- 육상자위대의 연대 목록
- 육상자위대의 군 목록
- 육상자위대의 대대 목록
- 육상자위대의 대 목록
- 육상자위대의 해체된 부대 목록